# مانشستر يونايتد موسم 2010–11
كان موسم 2010–11 هو الموسم التاسع عشر لمانشستر يونايتد في الدوري الإنجليزي الممتاز والموسم السادس والثلاثين على التوالي في دوري الدرجة الأولى لكرة القدم الإنجليزية. كان هذا هو الموسم الأول مع شركة أي أو أن (AON) الراعية الجديدة للقميص بعد أربعة مواسم مع المجموعة الدولية الأمريكية.
بدأ يونايتد الموسم بفوزه على تشيلسي بنتيجة 3–1 في ويمبلي في 8 أغسطس 2010 ليحصد لقب درع المجتمع.
كان الدفاع الناجح عن كأس الرابطة سيجعلهم يصبحون الفريق الثاني فقط الذي يفوز بالمسابقة للموسم الثالث على التوالي، بعد ليفربول في عام 1983. ومع ذلك، انتهى دفاعهم عن اللقب عندما أشرك يونايتد تشكيلة غير قوية وتعرض لهزيمة قاسية 4–0 أمام وست هام يونايتد في أبتون بارك في الجولة الخامسة في 30 نوفمبر 2010.
في 19 ديسمبر 2010، أصبح السير أليكس فيرغسون هو المدير الأطول خدمة في تاريخ مانشستر يونايتد، متجاوزًا الرقم القياسي الذي سجله السير مات بسبي والذي بلغ 24 عامًا وشهرًا واحدًا و13 يومًا في قيادة النادي. 
في 1 فبراير 2011، عادل يونايتد الرقم القياسي للنادي في عدم الهزيمة في الدوري بـ29 مباراة، بعد فوزه 3–1 على أستون فيلا في أولد ترافورد. لكنهم فشلوا في تمديد السلسلة، حيث تعرضوا لهزيمة 2–1 أمام وولفرهامبتون واندررز في مولينيو في 5 فبراير 2011. كانت هذه أول هزيمة لهم في الدوري منذ 3 أبريل 2010، عندما خسروا 2–1 على أرضهم أمام تشيلسي. كان يونايتد قريبا من أن يصبح أول فريق في دوري الأضواء منذ 119 عاما يفوز بكل مبارياته على أرضه في الدوري خلال الموسم، لكن التعادل على أرضه أمام وست بروميتش ألبيون في وقت مبكر من الموسم كلفه هذه المكانة. وكان مستواهم الاستثنائي في أولد ترافورد مفتاح فوز يونايتد باللقب في نهاية المطاف، حيث كان أداءهم خارج أرضهم متواضعا بشكل مفاجئ، حيث حققوا خمسة انتصارات فقط في الدوري بعيدا عن أرضهم طوال الموسم.
وصل يونايتد أيضًا إلى الدور نصف النهائي من كأس الاتحاد الإنجليزي 2010–11 لكنه خسر 1–0 في ويمبلي أمام غريمه المحلي مانشستر سيتي في 16 أبريل 2011. أنهت الهزيمة في هذه المباراة فرص يونايتد في أن يصبح أول فريق يحقق ثنائية الدوري والكأس أربع مرات.
في 14 مايو 2011، بعد التعادل 1–1 مع بلاكبيرن روفرز في إيوود بارك، حطم يونايتد الرقم القياسي في عدد مرات الفوز بالدوري الإنجليزي بفوزه بلقبه التاسع عشر، متجاوزًا الرقم القياسي الذي حققه ليفربول بـ18 لقبًا، والذي عادله في موسم 2008–09. وهذه هي المرة الأولى التي يحقق فيها يونايتد الرقم القياسي المطلق في تاريخه.
للمرة الثالثة في أربع سنوات، وصل النادي إلى نهائي دوري أبطال أوروبا، والذي سيقام على ملعب ويمبلي. وفي تكرار لنهائي 2009، خسروا 3–1 أمام برشلونة.
كان هذا الموسم هو الأخير لحارس المرمى أدوين فان در سار، ففي 27 يناير 2011، أعلن أنه سيعتزل في نهاية الموسم. 